# Erling Høegh
Erling Jens Peter Høegh (* 9. Juni 1924 in Qaqortoq; † 4. Februar 1993 in Kopenhagen) war ein grönländischer Landesrat und Pastor.

## Leben

### Frühe Jahre
Erling war der Sohn des Schmieds John Otto Abel Jens Høegh (1890–1966) und seiner Frau Marie Augusta Hanne Chemnitz (1896–1972). Zu seinen Brüdern gehören unter anderem die Zwillinge Oluf Høegh (1927–2018) und Ingvar Høegh (1927–2007), ebenfalls Politiker. Zwei Onkel väterlicherseits waren Pavia Høegh (1886–1956) und Frederik Høegh (1895–1970), die wie sein Vater im Landesrat saßen. Über seine Mutter war sein Cousin Lars Chemnitz (1925–2006), der Sohn seines Onkels Jørgen Chemnitz (1890–1956).
Erling Høegh kam 1938 zur medizinischen Behandlung nach Dänemark und konnte durch den Ausbruch des Zweiten Weltkriegs erst 1948 nach Grönland zurückkehren. Anschließend arbeitete er ein Jahr als Lehrer in seiner Geburtsstadt Qaqortoq und dann ab 1949 in Nuuk, bevor er ein Theologiestudium an der Universität Kopenhagen begann, das er 1953 abschloss. Am 6. April 1953 heiratete er im Helleruplund Sogn in Gentofte die Kindergärtnerin und Theologin Agnes Irene Andersen (1925–?), Tochter des Missionars Anders Andersen (1889–1981) und von Henriette Wilhelmine Schultz (1891–1973). Nachdem er kurze Zeit als Hilfspastor in Helleruplund tätig gewesen war, zog er noch im selben Jahr wieder nach Grönland, wo er fortan als Pastor und Schulinspektor in Paamiut arbeitete. 1958 wurde er Erster Pastor in Qaqortoq.

### Politikkarriere
1955 war er 31-jährig für Paamiut in Grønlands Landsråd gewählt worden. 1959 wurde er für Qaqortoq erneut gewählt. 1960 wurde er Mitglied im Grønlandsudvalg. In der nächsten Wahlperiode musste er sich jedoch seinem eigenen Bruder Oluf geschlagen geben. Dafür war er in dieser Zeit als Gemeinderatsvorsitzender der Gemeinde Qaqortoq tätig.
In der 12. Legislaturperiode ab 1967 war er wieder Mitglied des Landesrats. In dieser Zeit war er Mitglied im Grønlandsrådet. 1967 wurde erstmals ein Landesratsvorsitzender – vergleichbar mit einem Parlamentspräsidenten – gewählt. Diese politische Reform war vom Landshøvding Niels Otto Christensen veranlasst worden, der zuvor das Amt ex officio innehatte. Die Wahl für den ersten Landesratsvorsitzenden fiel auf Erling Høegh. Er war von 1967 bis 1971 Vorsitzender der Arbeits- und Sozialdirektion, des Geschäftsausschusses des Landesrats und des Wirtschaftsplanungsausschusses sowie Mitglied der Radioverwaltung.

### Rückzug aus der Politik
1971 konnte er seinen Landesratssitz nicht gegen den 32-jährigen Jonathan Motzfeldt verteidigen, was vor allem seiner dänemarkfreundlichen Politik zugeschrieben wurde. Sein Nachfolger als Landesratsvorsitzender wurde sein Cousin Lars Chemnitz. Erling Høegh zog daraufhin nach Dänemark, wo er ab 1972 Pastor im Sørbymagle Sogn und Kirkerup Sogn wurde. 1980 wurde er aus gesundheitlichen Gründen pensioniert.
Von 1959 bis 1963 war er Mitglied des Aufsichtsrat von Den Kongelige Grønlandske Handel. Von 1972 bis 1978 war er Vizevorsitzender in Den Grønlandske Kirkesag. Er war zudem Teil der Minengesellschaftsverwaltung. In Dänemark schrieb er zwei Radiohörspiele. Von 1951 bis 1952 war er zudem Redakteur der grönländischen Jugendzeitschrift des Dänischen Roten Kreuzes.
Für seine politischen Tätigkeiten wurde er am 21. Juni 1989 mit dem Nersornaat in Gold ausgezeichnet. Bereits 1964 war er zum Ritter des Dannebrogordens geschlagen worden. Erling Høegh starb 1993 mit 68 Jahren in der dänischen Hauptstadt Kopenhagen.